# PJES
PJES (Prosty Język Etykiet Symbolicznych, Podstawowy Język Symboliczny) – język programowania dla komputerów serii ZAM-41. W swej istocie był to język operujący mnemonicznymi oznacznikami rozkazów wewnętrznych maszyny, co klasyfikuje go we współczesnej nomenklatury do grupy asemblerów. Oprócz samych rozkazów z repertuaru języka maszynowego, język definiował także dodatkowe dyrektywy, ukierunkowane między innymi na gospodarowanie pamięcią, a także obejmowały dyrektywy kompilacji i listingu kodu programu. Translator tego języka mógł pracować bezpośrednio na maszynie bez uruchamiania systemu operacyjnego serii SO. Liczba rozkazów programu translatora języka wynosiła około 2,5 tys. a liczba maszynogodzin potrzebna dla jego uruchomienia wynosiła 250 godzin. Dawał on możliwość dostępu do każdego elementu sprzętowego maszyny, poszczególnych słów jak i bitów zapisanych w pamięci lub na bębnie magnetycznym. Rozszerzeniem tego języka był język PJEG.